# Szentfülöp
Szentfülöp (szerbül Бачки Грачац / Bački Gračac, németül Filipsdorf vagy Filipowa ) település Szerbiában, a Vajdaságban, a Nyugat-bácskai körzetben, Hódság községben.

## Fekvése
Zombortól délkeletre, Hódság, Szilberek és Bácskeresztúr közt fekvő település.

## Története
Szentfülöp nevét III. Béla idejében említették először a szontai határjárással kapcsolatban; ettől északkeleti irányban említett Fizeg és „terra monasterii sancti Philippi”. Tehát itt lehetett a Szent Fülöp tiszteletére szentelt monostor. A nevével azonban később sokáig nem találkozunk. A török defterek sem említik e helyet.
1639-ben Zsolnai Gombkötő János füleki hadnagy és Rimai István kapta adományba a nádortól az általuk benépesített, eddig lakatlan bácsmegyei Filipovoszeló falut.
1652-ben Wesselényi Ferenc birtoka volt Filepfalu néven, hét házzal.
1655-ben Wesselényi Ádámot iktatták be a bácsmegyei Fülepi falu birtokába. Filipovót mint pusztát 1737-ben egy eszéki marhakereskedő, 1755-ben pedig Nagy István bérelte. 1742-ben említik Filipova és Meggyes pusztákat.
D
1763-ban Cothmann Antal telepítési biztos Filipovát Perkaszevo pusztával egyesítve kezdte betelepíteni a falut német családokkal, s már ez év tavaszán 20 ház épült fel.
Az 1768. évi Kovács-féle kamarai térképen Filipova falu alatt keletre, Lality felé van a Kis Perkaszevo puszta, valamint Hódság felé nyugatra a Nemsacze puszta. Említették, hogy 1762-ben kezdték a falut apatini svábokkal telepíteni, az 1900-as évek elején már 60 házban 75 család élt itt, a falu határa pedig 4052 hold volt, 101 telekkel.
1772-ben volt az úrbéri rendezés Filipován. A falu Nemsacze puszta 1/4 részét úrbérileg használta, majd 1780-ban új úrbéri rendezés volt, 1792-ben pedig a falu a robotot és más úrbéri tartozást három évre megváltotta, majd a megváltást 1798-ban újabb három évre megújította. Ekkor 257 gazda és 15 zsellér élt itt 272 házban.
1826-ban egy kamarai kimutatás szerint Filipovához tartozik Nemsacze puszta negyedrésze.
Az itteni templom Szent Fülöp és Jakab apostolok tiszteletére, egy régibb templom helyébe épült 1804-ben, anyakönyvét 1764-től vezetik.
1903-ban a község női zárdát építtetett a Miasszonyunkról nevezett apácák számára, elemi leányiskola és óvoda céljára. A község 1790–1791-ben készült pecsétjén egy hosszú ruhába öltözött férfialak található, és jobbjában botot tart, későbbi pecsétjén ugyanilyen alak püspöksüveggel volt ábrázolva.
1863-ban a településen nagy tűzvész pusztított.
Az 1900. évi népszámláláskor Szentfülöpön 3593 lakos élt 535 házban, anyanyelv szerint 3478 német, 75 magyar, 15 ruszin, 9 szerb, 9 tót, vallás szerint 3550 római katolikus, 21 evangélikus, 14 görögkatolikus. A község határa 5446 kataszteri hold volt.
1945-ig Szentfülöpön főként németek laktak. A második világháború után kitelepítették őket, és szerbeket telepítettek helyükbe. Római katolikus templomát lerombolták.
A Hódságtól északkeletre fekvő faluban hagyományosan kiemelkedő, erős hitélet volt tapasztalható, az idők során a faluból negyven fiatal választotta a papi, vagy szerzetesi hivatást, és „kereken száz lány lépett be valamelyik szerzetesrendbe”. 1944 októberében a csaknem négy és félezer lelket számláló település lakóinak többsége helyben maradt, nem menekült nyugatra a német csapatokkal. 
1944. november 21-én a megszálló szerb partizánok a faluból 243 fő, 16–60 év közötti férfit a közeli erdőbe hajtottak, és ott meggyilkoltak, 1944 karácsonyán pedig a bevonult szovjet haderő részéről 182 férfit és 53 nőt hurcoltak kényszermunkára a Szovjetunióba. 1945. március 31-én, nagyszombaton a falu népét összeterelték, és a gádori koncentrációs táborba hajtották.

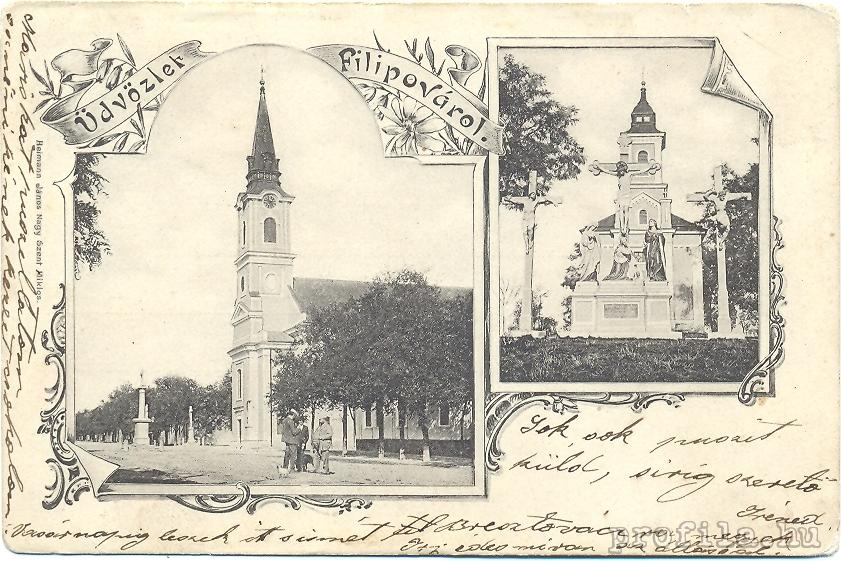
A második világháború után lerombolt római katolikus templom és temetőkápolna egy 1902-es képeslapon

Müller Péter plébános csekély számú hívével hátramaradt a faluban. A deportáltakon segíteni nem tudott, de az ottmaradtaknak minden nap misézett, és az eseményekről feljegyzéseket készített, így a meggyilkoltak, elhurcoltak, táborban elpusztultak nevét is nyilvántartotta.
1945 szeptemberében az üresen maradt házakat betelepülő szerbek kezdték elfoglalni. Müller plébánost távozásra akarták bírni, de ő maradt.
„1948. július 3-án reggel 8 órakor négy partizán jelent meg a plébánián, és három óra hosszat házkutatást tartottak. A följegyzéseket megtalálták, Müller atyát letartóztatták. Müller Pétert 3 év kényszermunkára ítélték.” Szerbiába, a Pozsarevác melletti koncentrációs táborba, Sabelbe hurcolták, ahol a foglyokat partizánok felügyelete alatt szénbányákban, téglagyárban és útépítésnél dolgoztatták. A mostoha körülmények és maradandó szemsérülése egészségét megrendítették.
1950. március 1-jén engedték haza, de kényszertartózkodási helyként a községet jelölték ki számára. Ekkor már súlyos fájdalmakkal járó vesebetegsége volt, mégis minden nap megtartotta a misét. 1951. október 18-án hunyt el.

## Népesség

### Demográfiai változások
| 1948 | 1953 | 1961 | 1971 | 1981 | 1991 | 2002 | 2011 |
| ---- | ---- | ---- | ---- | ---- | ---- | ---- | ---- |
| 4383 | 4394 | 4284 | 3343 | 2996 | 2924 | 2913 | 2286 |

## Itt született
- Lepold Antal (1880. január 22. – Bécs, 1971. május 3.) művészettörténész, római katolikus prelátus, éneklőkanonok, a Magyar Tudományos Akadémia tagja
- Robert Zollitsch (1938. augusztus 9.) Freiburg im Breisgau püspöke, a Német Katolikus Püspökkari Konferencia elnöke
- Peter Kupferschmidt (1942. március 2.) német labdarúgó